# Columba iriditorques
Columba iriditorques là một loài chim trong họ Columbidae.
Loài chim này được tìm thấy ở hầu hết các nước châu Phi. Loài này được Sách đỏ IUCN phân loại là loài ít quan tâm.

## Phân loại
Loài này được mô tả lần đầu tiên vào năm 1856 bởi nhà nhà điểu học người Hoa Kỳ John Cassin. Thỉnh thoảng nó được xem là cùng loài với Columba delegorguei và Columba malherbii, và ba loài này đôi khi được đặt trong phân chi Turturoena.

## Mô tả
Là loài chim có kích cỡ trung bình, loài chim bồ câu này có chiều dài khoảng 25 cm (9,8 inch). Chúng có một dải đuôi đầu cuối nhạt, rộng và đáng chú ý khi hạ cánh. Chim trống trưởng thành nặng khoảng 130 gram, và có đầu màu xám xanh xám, lông ức và bụng màu tối. Chim mái nữ trưởng thành nặng khoảng 122 gram (4.3 oz), và có vương lông chỏm đầu màu nâu quế đỏ, và hạt dẻ màu hạt dẻ màu xám. 

## Phân bố và môi trường sống
Phạm vi bao gồm nhiều quốc gia ở châu Phi bao gồm Angola, Benin, Cameroon, Cộng hòa Trung Phi, Cộng hòa Congo, Cộng hòa Dân chủ Congo, Bờ Biển Ngà, Guinea Xích Đạo, Gabon, Ghana, Guinea, Liberia, Nigeria, Sierra Leone, South Sudan, Togo, Uganda, và Zambia. 

## Tình trạng và bảo tồn
Kể từ năm 1988, loài chim bồ câu này được đánh giá là một loài ít quan tâm đến Danh lục Đỏ của IUCN. Điều này là bởi vì nó có phạm vi rộng và do dân số của nó ổn định và được cho là không giảm 30% trong 10 năm hoặc ba thế hệ. Mặc dù quy mô dân số chưa được đo lường, nhưng loài chim này được cho là nhiều hơn ngưỡng yêu cầu để đảm bảo nó là một đánh giá dễ bị tổn thương. Không có bằng chứng về bất kỳ sự suy giảm dân số nào của loài hoặc mối đe dọa đáng kể đối với loài chim bồ câu này.

## Hình ảnh

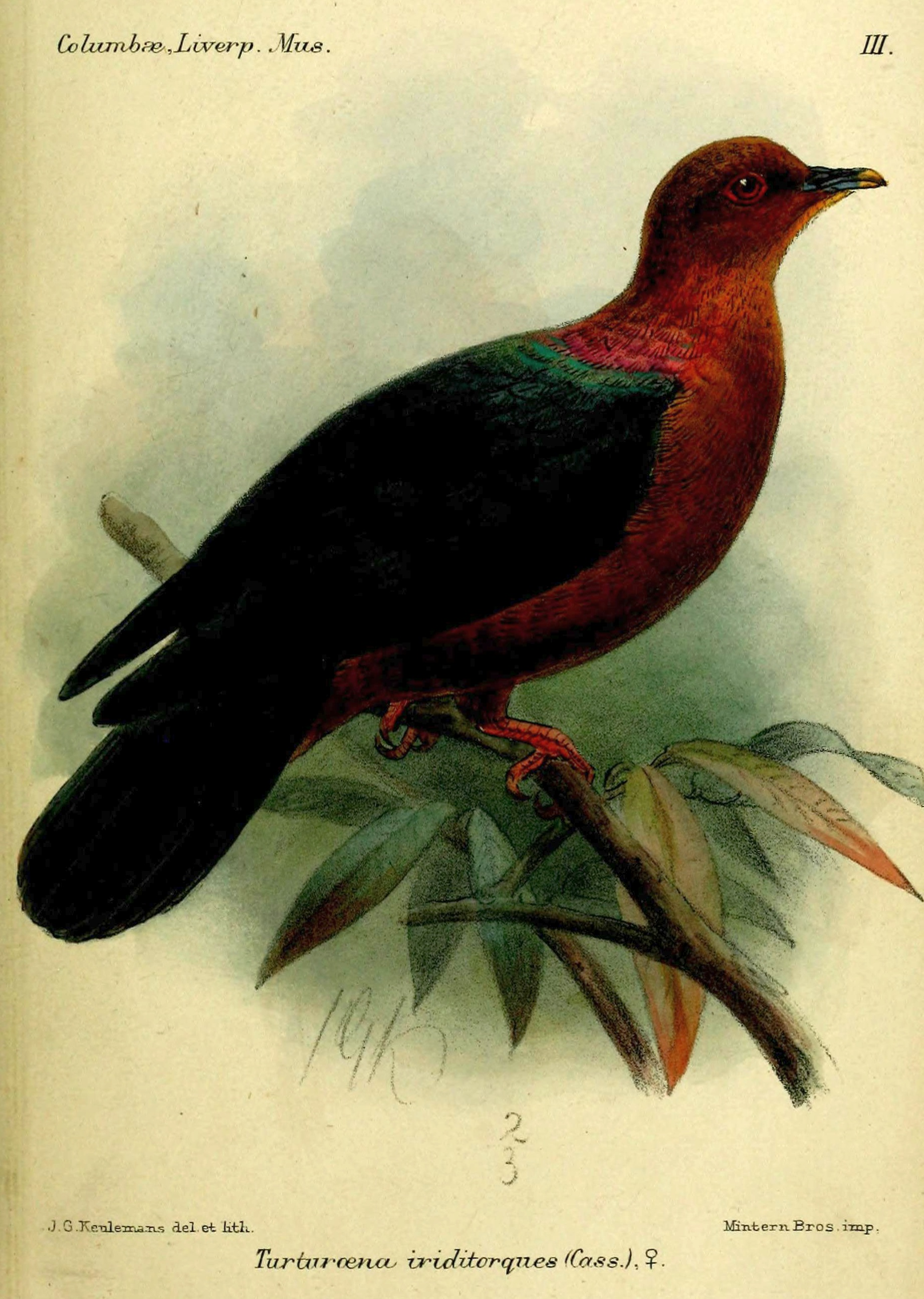
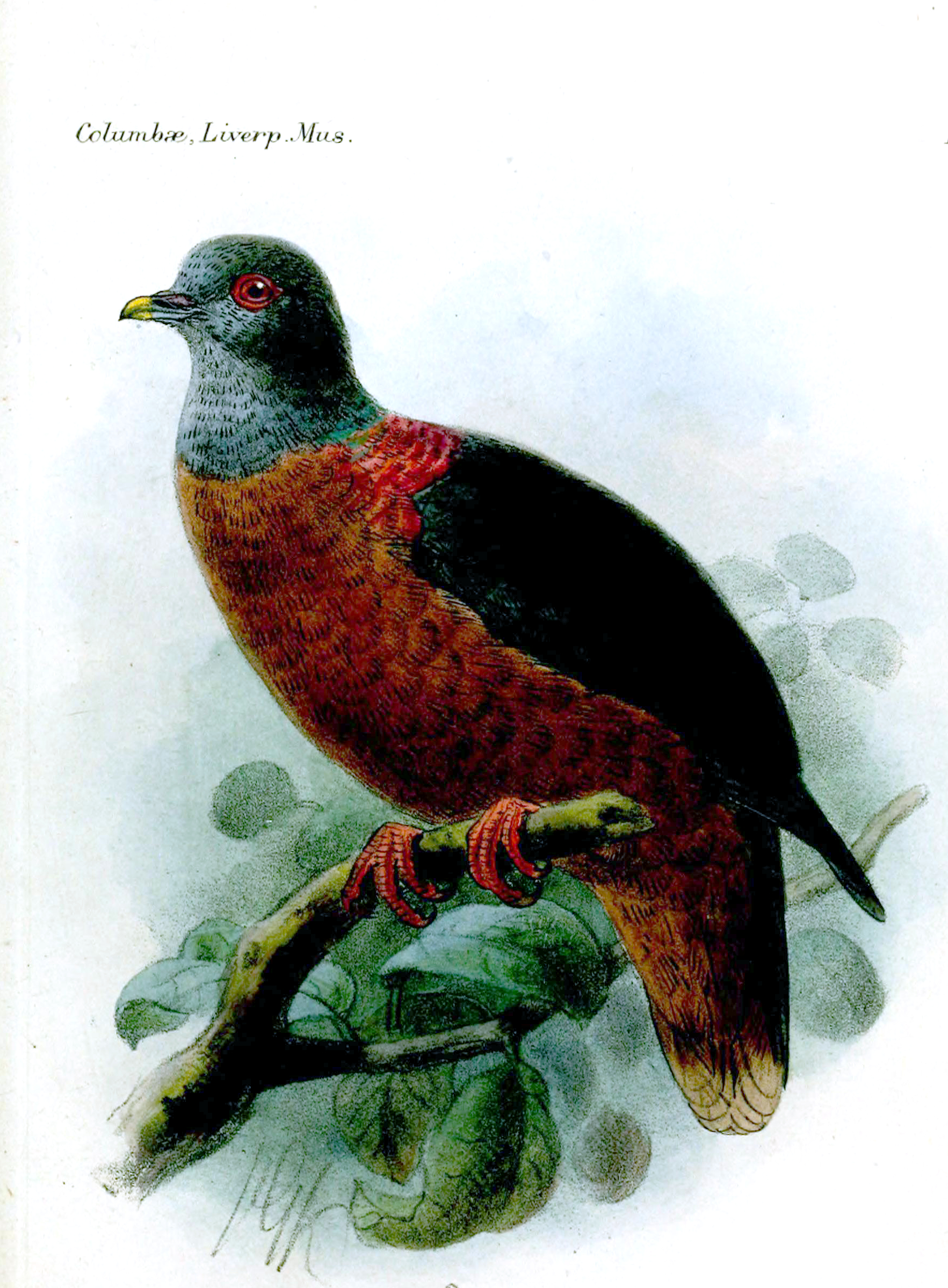